# Ungvári járás
Az Ungvári járás (ukránul: Ужгородський район) közigazgatási egység Ukrajnában, Kárpátalján. Székhelye Ungvár.
Jelenlegi formájában a 2020. júliusi ukrajnai közigazgatási reform során jött létre, a korábbi Ungvári járás (1946–2020), a Perecsenyi járás és az Nagybereznai járás, valamint Ungvár összevonásával.